# Седемточкова калинка
Седемточковата калинка (Coccinella septempunctata) е вид твърдокрило насекомо от семейство Калинки. Тя е най-познатият и най-разпространен вид от това семейство в Европа. Названието „седемточкова“ идва от броя на петната на елитрите, който е винаги 7, като разположението им е симетрично – всяка от двете елитри е покрита с 3 точки, а седмата, малко по-голяма по размер точка се намира в горната съединяваща част на двете крила, близо до главата.

## Разпространение
Седемточковата калинка обитава преди всичко широколистните, иглолистните и твърдолистните гори на Европа, Мала Азия, Близкия изток и част от Северна Африка, предимно в района на Атласките планини. Тя е най-широко разпространеният вид калинка в този регион. Тъй като се храни с листни въшки и други вредители по селскостопанските култури, тя се смята за особено полезна за земеделието и поради това в началото на 20 век е пренесена от Европа в Северна Америка, с цел да ограничава броя на тези насекоми. Сходните климатични условия и липсата на конкуренция в новата им родина водят до масово и всеобхватно разпространение на седемточковата калинка, която заселва почти цялата източна половина на САЩ и Канада и достига дори до по-сухите западни щати.

## Особености
Дължината на тялото на седемточковата калинка обикновено е 7,6 – 10 мм. Яркочервеният цвят на елитрите действа като заплашителен сигнал към хищниците, че насекомото е отровно, поради което птиците, влечугите и хищните членестоноги я избягват. Когато се почувства застрашена седемточковата калинка изпуска жълтеникава течност, съдържаща токсични алкалоиди.
Както повечето калинки, седемточковата също е хищник, който се храни с дребни насекоми, преди всичко листни въшки и ларви на насекоми. Калинката снася около 200 – 300 яйца по листата и клонките на дърветата. Те са яркожълти, с удължена форма и заострен край и често са групирани и залепени на купчинки. От тях се излюпват ларвите, които имат по три чифта крака и по форма наподобяват на гъсеници. Ларвата на седемточковата калинка може да бъде изключително лакома – за един ден изяжда над 100 листни въшки и над 300 ларви на листни въшки, както и множество дребни паяци, гъсеници и членестоноги. Порасналата ларва се превръща в неподвижна какавида, често прикрепена върху някой лист или клонка. От нея се излюпва младото насекомо, което веднага може да се движи и лети.

## Стопанско значение
Основната плячка на седемточковата калинка – листните въшки се хранят с растителните сокове на зелените растения и често нанасят поражения върху селскостопанските култури, изразяващи се в повяхване и пожълтяване на листната маса на растенията. Поради факта, че те са основната плячка на седемточковата калинка, присъствието на популации от вида е особено желателно за земеделските райони. Това е основната причина за интродукцията на тази калинка в Северна Америка. Последното обаче невинаги има изцяло положителен ефект. Пренасянето на един животински вид от една екосистема в друга може да има пагубни последици. Тъй като не може да бъде ограничена само в земеделските площи тази калинка се разпространява в почти цяла Северна Америка и започва да се конкурира и да измества местните видове твърдокрили, както и да влияе върху популациите им.

## Галерия
- Галерия
- Възрастен индивид
- Ларва
- Копулация
- Седемточкова калинка на листо
- Седемточкова калинка в Израел